# Stazione di Nisshin (Saitama)

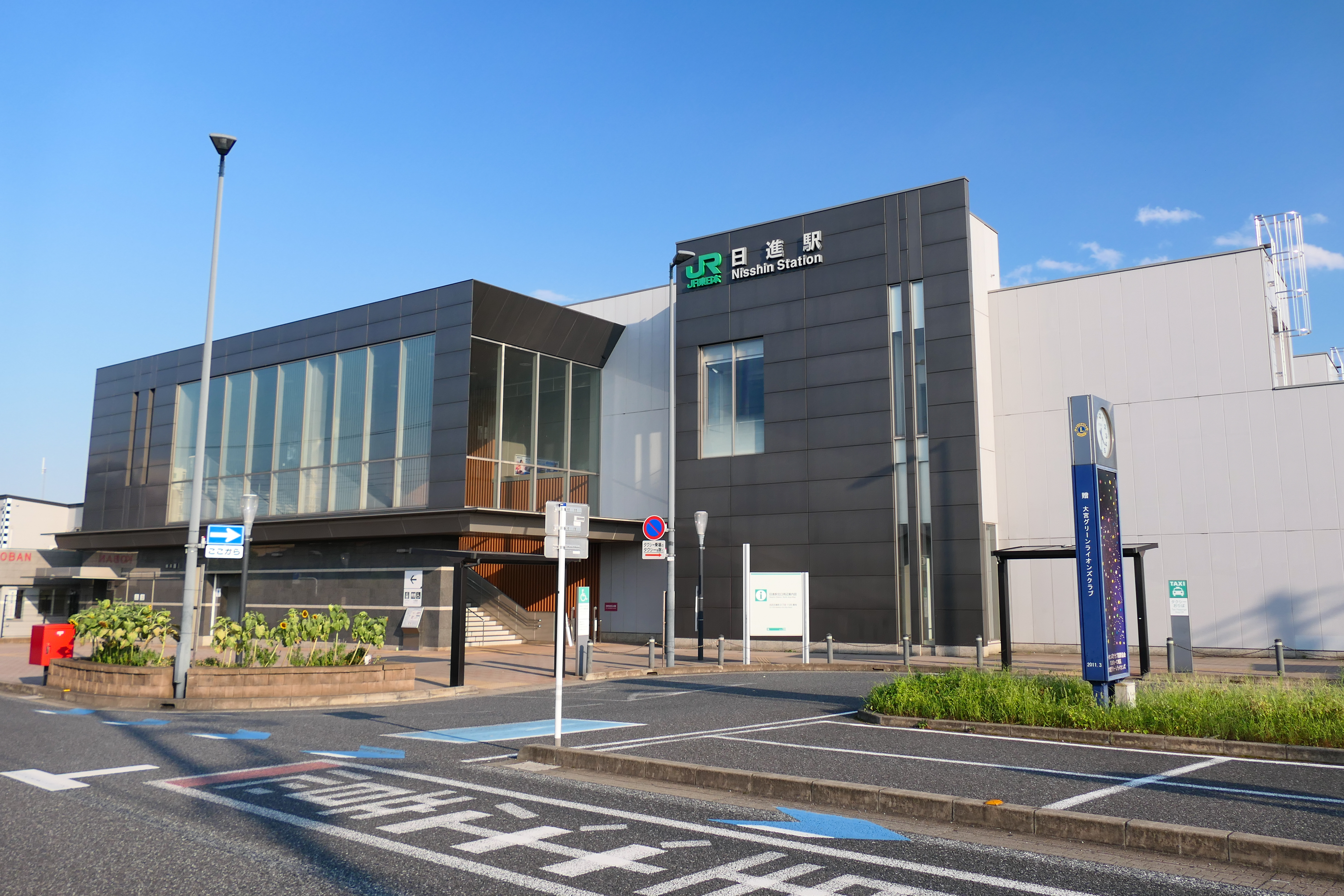
Lato nord della stazione

La stazione di Nisshin (日進駅?, Nisshin-eki) è una stazione ferroviaria situata nel quartiere di Kita-ku, nella città di Saitama, capoluogo dell'omonima prefettura giapponese. La stazione è servita dalla linea Kawagoe della JR East e dista a 3,7 km dal capolinea di Ōmiya a Saitama.

## Storia
La stazione è stata aperta nel 1940, e dal 1985, con l'elettrificazione della linea, vede i servizi diretti sulla linea Saikyō per Tokyo. Nel corso del 2010 e del 2011 la stazione è stata migliorata, con la realizzazione a nuovo del mezzanino sopra i binari e il rinnovo degli interni e degli esterni.

## Strutture e impianti
La stazione è costituita da un fabbricato viaggiatori sospeso sul piano binari, ed è dotata di due banchine laterali con due binari passanti totali; da questa stazione in direzione Ōmiya il tracciato è a doppio binario, mentre passa a binario singolo verso Kawagoe. Nel fabbricato sono presenti ascensori, scale mobili, biglietteria automatica e tornelli automatici con supporto alla bigliettazione elettronica Suica e compatibili.
| 1 | ■ Linea Kawagoe | per Kawagoe e (con cambio a Kawagoe) Komagawa                          |
| 2 | ■ Linea Kawagoe | per Ōmiya, Ikebukuro, Shinjuku, Ōsaki e, via ■ linea Rinkai, Shin-Kiba |

## Movimento
Presso la stazione passano tutti i treni, inclusi quelli diretti verso la linea Rinkai nella parte meridionale di Tokyo, diretti a Shin-Kiba. La frequenza è di un treno ogni 20 minuti circa durante il giorno, e scende a un treno ogni 7 minuti durante le ore di punta.
| «                    | Servizio             | »                    |
| Linea Kawagoe-Saikyō | Linea Kawagoe-Saikyō | Linea Kawagoe-Saikyō |
| -------------------- | -------------------- | -------------------- |
| Ōmiya                | Tutti i treni        | Nishi-Ōmiya          |

## Servizi
Il fabbricato viaggiatori è dotato dei seguenti servizi:
- Sala d'attesa
- Ascensori
- Scale mobili
- Convenience store
- Servizi igienici (all'interno dell'area tornelli)

## Interscambi
- Fermata autobus (piazzale nord e sud)